# Microtoena patchoulii
Microtoena patchoulii là một loài thực vật có hoa trong họ Hoa môi. Loài này được (C.B.Clarke ex Hook.f.) C.Y.Wu & S.J.Hsuan mô tả khoa học đầu tiên năm 1965.